# 홍형숙
홍형숙(1962년 ~ )은 대한민국의 영화감독이다. 2018년 8월부터 DMZ국제다큐멘터리영화제의 집행위원장을 맡았다.

## 학력
- 이화여자대학교 학사
- 중앙대학교 첨단영상대학원 석사

## 경력
- 서울영상집단
- 서울영상집단 대표
- 한국독립영화협회 이사
- 중앙대학교 겸임교수
- 인천다큐멘터리포트 집행위원
- 한국예술종합학교 영상원 객원교수
- DMZ국제다큐영화제 집행위원장